# Ексклав
Ексклав (на латински: Exclavis; от ex – „от“ + clavis – „ключен“) е част от територията на страна, нямаща обща граница с нейната основна част и обкръжена от чужда територия.
Примери: Калининградска област (Русия), Аляска (САЩ).
Ексклавът не е непременно обкръжен от територията само на една държава. Могат да го обкръжават няколко страни. Например ексклав Кабинда е част от Ангола, обкръжен от Демократична република Конго и Република Конго. Ексклавът, който има излаз на море, се нарича полуексклав.
Според международното право територията на посолствата, консулствата и другите дипломатически мисии имат статут на екстратериториалност, но не са ексклави.